# منتخب تايبيه لكرة السلة على الكراسي المتحركة للرجال
منتخب تايبيه لكرة السلة على الكراسي المتحركة للرجال هو ممثل تايوان الرسمي في المنافسات الدولية في كرة السلة على الكراسي المتحركة .